# Капрейке
Капрейке — это муниципалитет находящийся в Восточной Фландрии в Бельгии. Площадь муниципалитета в регионе Мейчесланда составляет 33,71 км² и число жителей — примерно 6000 человек. 1 января 1977 Капрейке соединён с соседней деревней Лембеке.
Самой большой деревней муниципалитета является Лембеке. В этой деревне площадь и число жителей выше, чем в Капрейке.

## Пейзаж
Капрейке — часть Фламандской Песчаной Местности. Этот регион плоский, его высота колеблется между 4 и 11 метрами. На юго-западной части муниципалитета больше рельефа, чем на севере. Как и ранее, сегодня население занимается сельским хозяйством, поэтому для пейзажа в большинстве своем характерны прямоугольные и квадратные участки земли.

## История города Капрейке
Название «Капрейке», вероятно, относится к Галло-римскому периоду от слова «Capriacum». Римляне, строившие город, должны были спасаться бегством от Германцев, которые завоевали регион в 5-м веке. В 13-м веке началось образование города Капрейке, как мы его знаем на сегодняшний день. Тогда, в 1240 году, Капрейке получил статут города от графини Фландрии, Жанны Константинопольской. Также благодаря ей Капрейке получил суверенитет.
В конце средних веков экономика в Капрейке была очень развитой, благодаря сукну, которое, из-за его высокого качества, было известно не только в регионе, но и за рубежом.
В 16-м веке Капрейке и окружающим городам угрожали религиозные войны и грабежи. В течение более 20 лет Капрейке был совсем разрушен и обезлюдел. Экономика города также пострадала от войн и грабежей и больше уже не достигла уровня средних веков.
В начале 18-го века жизнь в Капрейке была спокойной и размеренной. Ситуация изменилась в конце 18-го века, когда Капрейке и окружающие деревни захвачены французами. В 1763 году французские армии завоевали регион и в 1783 году французы снова напали на Капрейке, под командованием французского маршала d’Humières. Карпейке стал самым главным городом кантона. Наполеон принял закон, который принуждал молодых мужчин вступать в ряды французской армии.
Около 1830 года, когда Бельгия получила независимость, жители Капрейке в основном занимались сельским хозяйством. Четверть региона состояла из леса и вересковой пустоши. Зимой женщины ткали, а мужчины занимались переработкой льна.
Около 1850 года весь регион пострадал от большого индустриального кризиса. Это имело серьёзные последствия, как, например, падение благосостояния, упадок экономики и рост безработицы. Земледельцам, ткачам, трактирщикам и батракам приходилось с трудом сводить концы с концами. Много семей эмигрировали в США, чтобы начинать там новую жизнь.

## Достопримечательности в Капрейке

### Городская ратуша Капрейке: «Stadhuis»
Хотя Капрейке сейчас уже больше не город, здание городского муниципалитета до сих пор называется «городской ратушей». В старых документах упоминается, что город Капрейке в 1240 году получил городские права графини Фландрии, Жанны Константинопольской. Первое здание для членов муниципалитета построено в 1425 году. В 1663 году построили нынешнюю городскую ратушу. В течение многих лет в здании случались пожары и его регулярно реставрировали. В 1932 году в городской ратуше проведена профессиональная реставрация и с 1936 года она является памятником. До 1970 года в подвале ратуши находился трактир, после его закрытия ратуша постепенно отреставрирована: сделан ремонт во всех комнатах, отремонтированы крестовые своды на нижнем этаже и сегодня можно вновь увидеть оригинальный стиль, созданный несколько веков назад.

### Большая площадь в Капрейке: «Plein»
Площадь, которая стала известной как «Veld» («Поле»), была большой прямоугольной площадью перед церковью и городской ратушей, вокруг площади находится улица. В 19 веке южная часть площади была предназначена для жилья. Северная часть площади является до сих пор самой большой площадью всех существующих муниципалитетов в Восточной Фландрии. Площадь окружена двумя рядами деревьев: ясенями и каштанами.

## Другие достопримечательности в Капрейке
- Церковь Богоматери (1787—1788) и старая башня, которая построена в готическом стиле в 1240 году,
- Замок Хоф тер Кройзен, имеющий характерный ступенчатый фронтон 1628 года,
- Разные старые дома, построенные в 17-м и 18-м веке,
- Капелла Клеймкапелл.

## Анекдот: прозвище «Groeningen»
Во Фландрии есть традиция давать жителям каждого города и каждой деревни прозвище. Жители Капрейке называются «Groeningen» (Грюнинген, от groen = зелёный). Это название использовалось уже в средневековье, когда в Капрейке выращивали зелёные яблоки. Жители очень гордились этими яблоками и дарили их друзьям, родственникам, и даже королю. Поскольку даже спелые яблоки выглядят очень зелёными, все считали, что жители Капрейке являлись очень скупыми.